# Chlorophytum minor
Chlorophytum minor är en sparrisväxtart som beskrevs av Shakkie Kativu. Chlorophytum minor ingår i släktet ampelliljor, och familjen sparrisväxter. Inga underarter finns listade i Catalogue of Life.